# Cydrela linzhiensis
Cydrela linzhiensis là một loài nhện trong họ Zodariidae.
Loài này thuộc chi Cydrela. Cydrela linzhiensis được Hsen Hsu Hu miêu tả năm 2001.